# Видовдан
Видовдан је српски национални и верски празник који се обележава 28. јуна по грегоријанском, односно 15. јуна по јулијанском календару. Српска православна црква га обележава као дан сећања на кнеза Лазара и српске мученике који су пали у Косовској бици против Османског царства 15. јуна 1389. године (по јулијанском календару). Један је од највећих српских празника.
Значај Видовдана за српски народ проистиче из историјских догађаја који су везани за тај датум. Од свих је најзначајнији Косовски бој, страдање кнеза Лазара (1371—1389) и тзв. пропаст Српског царства, па се тог дана, поред светог Амоса, од почетка 20. века слави и црквени празник Светог великомученика кнеза Лазара и светих српских мученика.

## О празнику
Празник је посвећен кнезу Лазару, који је након распада Српског царства владао у Моравској Србији (1371-1389). Његовом заслугом, окончан је вишегодишњи српско-грчки црквени раскол, који је трајао још од времена цара Стефана Душана. Ради црквеног измирења, кнез Лазар је упутио изасланство у Цариград, где је 1375. године постигнут споразум о измирењу, што је представљало велики успех за српску државу и цркву, а самом Лазару је донело велики углед у народу и међу свештенством.
Дана 28. јуна 1389. године након погибије султана Мурата, турска војска је кренула у повлачење, али неколицина се није потпуно повукла и они су касније у току дана извршили заседу на цара Лазара и његово обезбеђење и успели су да га убију. Његово тело пренето је и сахрањено у манастиру Раваница код Ћуприје.
Почетком сеоба Срба, народ је његове свете мошти склонио и преселио у манастир Малу Раваницу или Врдник на Фрушкој гори.
За време Другог светског рата, 1942. године, његово тело пренето је у Београд, где је почивао све до 1988. године када је пренет у манастир Грачаницу на Косову. Одатле је 1989. године, пренето у Лазареву задужбину манастира Раваницу, надомак Ћуприје, где и данас почива.
Саградио је многе цркве и манастире. Најпознатији су Раваница и Лазарица. Такође, обновио је и манастире Хиландар и Горњак, а био је и ктитор руског манастира Пантелејмона.

## Икона
На српским православним иконама свети великомученик Лазар представљен је у царском византијском орнату, без круне, са крстом у десној руци и својом одсеченом главом у левој, као симбол мученичке смрти.

## Празновање
Видовдан представља Дан жалости, па је српски народ задржао обичај да се на тај дан не игра и не пева, те да се зауставе сви велики послови.
За Видовдан се у црквама обављају помени за све пострадале у ратовима.
Видовдан је државни празник у Републици Србији. Обележава се радно, а у спомен на Косовску битку, која се одиграла 28. јуна 1389. године, односно 15. јуна по старом календару на Газиместану и представља сећање на погинуле у свим ратовима. Пре Другог светског рата, Видовдан је био последњи дан школске године.

## Предања и веровања
Према предању цркве, уочи боја на Косову кнезу Лазару се јавио анђео Господњи, а његове речи забележио је народни песник: „Којем ћеш се привољети царству дал’ земаљском или небескоме?“
На месту битке на Газиместану, као ендемска врста постоји црвени косовски божур. Према народном веровању, у поноћ уочи Видовдана, реке постану црвене и потеку узводно.

## О пореклу назива
О пореклу народног назива за овај празник постоји више верзија, али ниједна није доказана односно потврђена. 
По једној је овај празник наставак слављења словенског паганског божанства Световида, који је био бог обиља и рата и који је можда био српски врховни бог. По другој интерпретацији су поштовање светог Вида (лат. Sanctus Vitus) донели са собом немачки католички рудари Саси, а њихов светац је прилагођен локалном становништву. То тумачење се може лако побити када се узме у обзир да је овај празник познат и код Бугара иако Бугарска никада није била под утицајем Римокатоличке цркве, такође не треба св. Вида искључиво доводити у везу са римокатоличанством, јер је он ранохришћански светац, који се поштовао још пре поделе хришћана на православце и католике. Међутим треба имати у виду да су у Полабљу где је такође поштован Световид, његова светилишта махом замењена црквама посвећеним светом Виту, што упућује на закључак да је култ поштовања старословенског паганског божанства Световида замењен култом св. Витуса (т. ј. код западних Словена култом св. Вита, а код јужних Словена култом св. Вида). Код Срба и Бугара који иако признају св. Вида, као ранохришћанског свеца, овај дан се поштује више као народни празник Видовдан.
Можда је најближе истини то што је код Тројанаца Вид био део изворног Светог Тројства. Тројство се састојало од: Створитеља, Одржитеља и Уништитеља живота. Они су три функције Бога, Његови појавни облици, па су стога сматрани Његовим неодвојивим деловима. И док су Створитељ и Уништитељ живота деловали само у тренутку стварања, односно уништења, дотле је Одржитељ био уз човека све време његовог постојања. Због тога је Он био највише слављен у народу. Веровало се да сваки грех, макар и најмањи, води човека у сигурну смрт. Зато је Одржитељ живота био увек уз човека, како би видео сваки његов грех и како би му одмах опраштао. Једино тако човек успева да опстане у животу. Пошто је видео све, Орджитељ је радо зван и Видом. Он је такође, да би испунио своју функцију одржања живота, лечио (видао) човека и давао му неопходна знања (увиде). Он није био "свети", јер је био више од Свеца. Крст са 4 знака "С", који је и данас део српског грба је управо симбол Вида. Јер знакови "С" гледају на све четири стране света - симболизујући тако Вида који гледа свуд и види све. Знакови "С" су унутар крста, а крст је одувек био симбол светлости Божје - Илијине. (Име Ил - Илија је иначе најстарије име за Бога. Од Ила(Илија) долази и име јеврејског врховног Бога Ели, односно муслиманског Илах - Алах.) Крст са 4 "С" нам дакле открива истину да је Вид део Бога Илије. Због тога је Вид Имануил, јер је Он иман-у-Илији. То што се Видовдан слави и данас код Срба и Бугара није ништа необично, јер су у они остаци северног дела старог тројанског царсва. Кроз историју су били познати и као Трибали - Тројични Бели, или као Трачани. Трачани је погрешан назив, јер су Римљани територију централног Балкана звали Тракија не по Трачанима, већ по Трајанима, односно Тројанима.
Видовдан је непокретни празник који Римокатоличка црква обележава 15. јуна и посвећен је св. Виду (лат. Sanctus Vitus, у преводу са латинског свети Витус, т. ј. свети Вид), а сам култ св. Вида је био врло јак на Јадранском приморју. И данас на Јадранском приморју постоје топоними и храмови који носе име св. Вида, а св. Вид је и заштитник града Ријеке (итал. Fiume, у преводу са италијанског река(на ијекавском говору ријека)) која Видовдан (15. јун) обележава као дан града (потребно је скренути пажњу да званичан датум Видовдана није 28. јун, већ 15. јун, само што тај 15. јун због разлике у календару пада на 28. грегоријански јун, као што и Српска Нова Година чији је званичан датум 1. јануар пада на 14. јануар, јер се СПЦ придржава јулијанског, а не грегоријанског календара).

## Догађаји
Овај датум, који за православни српски народ има велику симболику и на који су се, осим Косовске битке, одиграли и други значајни догађаји, обележаван је у различитим временима, системима и епохама. Свака од прослава Видовдана била је слика времена и људи који су га чинили, али је Видовдан и поред свега остао симбол опстанка православног српског народа на балканским просторима.
Ово су догађаји који су се збили на Видовдан (обратити пажњу да је због разлике у календару Видовдан у сваком веку падао на различит датум; на пример, Косовска битка је одиграна на Видовдан 15. јуна 1389, а не 28. јуна 1389):
- 1389, битка на Косову, сукоб српске војске под вођством кнеза Лазара и турске војске под вођством султана Мурата,
- 1869, донесен Намеснички устав Кнежевине Србије,
- 1876, проглашен рат Турској од стране Кнежевине Србије и Књажевине Црне Горе,
- 1878, започета расправа о Кнежевини Србији на Берлинском конгресу,
- 1881, Тајна конвенција између Србије и Аустроугарске,
- 1889, Краљевина Србија први пут свечано обележила Видовдан као празник на највишем државном нивоу. Обављен је чин миропомазања краља Александра у манастиру Жича, постављен темељ и од добровољних прилога започета изградња Споменика косовским јунацима у Крушевцу, о државном трошку одштампана „Косовска споменица” (збирка народних песама о Косовској бици), установљен Орден кнеза Лазара, у свим црквама СПЦ у држави поводом празника служени су молебани. Ускоро је формиран и одбор за прославу, који су чинили најеминентнији Срби тог времена. Одржана је свечана седница Српске краљевске академије на којој су најумнији Срби тог доба говорили о значају Видовдана. Осим у Краљевини Србији, велики јубилеј обележен је и у другим крајевима у којима је живео српски народ. Посебно свечано било је у манастиру „Мала Раваница” (Врдник) на Фрушкој гори, где су се налазиле мошти кнеза Лазара. Тамо се, упркос притисцима и полицијским акцијама аустроугарских власти, на Видовдан окупило око 15.000 људи. Притисака да се онемогући прослава било је и у Сарајеву, док се на Косову, које је тада још било у саставу Османског царства, Видовдан јавно није смео ни помињати. Мада наредне годишњице нису биле „округле”, Видовдан се од тада сваке године свечано обележавао. На начин обележавања нису утицале ни династичке промене, тим пре што се од доласка Карађорђевића и радикала на власт појачала национална акција, посебно према деловима српског народа који су још живели у Османском и Аустроугарском царству, па је у складу с тим и овај празник добијао на значају.
- 1913, почетак Другог балканског рата, прва прослава Видовдана на Косову и Метохији у манастиру Грачаница је одржана. Тог дана у Политици објављен је чланак у којем се каже: „Велики Косовски празник, који је столећима био дан опште народне жалости прославља се данас као најрадоснији дан, као празник ослобођења. Три велика народна сабора окупиће се данас на три стране српства да прославе свети Видовдан.”,
- 1914, атентат на надвојводу Франца Фердинанда у Сарајеву, што је искоришћено као повод за Први светски рат,
- 1915, српски министар унутрашњих послова Љубомир Јовановић са албанским политичарем Есад-пашом потписује у Тирани споразум о стварању реалне уније између Србије и Албаније.
- 1919, потписан Версајски споразум, чиме је завршен Први светски рат, Прва прослава Видовдана у тек створеној Краљевини Срба Хрвата и Словенаца је одржана. На тој прослави, када је обележено и 630 година од Косовске битке, учествовао је регент Александар Карађорђевић, као и цео државни врх. Тада је у први план било стављено ослобођење свих делова српског народа и стварање велике, заједничке државе, „вековног сна свих Јужних Словена”, али су истакнути и други важни догађаји који су се тога дана обележавали. Занимљиво је да је између два светска рата, а посебно после шестојануарске диктатуре, у складу са тадашњом политиком интегралног југословенства, Видовдану, осим српског, придаван и југословенски карактер, односно сматран је празником важним за историју свих Јужних Словена. Зато су сваког 28. јуна преношене и вести о прослави Видовдана у Љубљани, Загребу, Сплиту и другим градовима државе.
- 1921, српски краљ Александар I Карађорђевић донео Видовдански устав, Устав Краљевине Срба, Хрвата и Словенаца, и покушај атентата на краља Александра од стране Спасоја Стејића Баће.
- 1939, обележено је 550 година од Косовске битке. Централна прослава, којој је присуствовао државни и црквени врх (али без кнеза Павла Карађорђевића), одржана је на Газиместану. Тамо је патријарх Гаврило Дожић служио молебан, после којег је одржана свечаност, а на њеном крају и велика војна парада. Овом догађају присуствовало је више од сто хиљада људи, па је извештач Политике приметио: „Приштина је јутрос осванула сва у знаку необичне ужурбаности. Целе ноћи стизале су нове и нове групе народа из свих крајева Југославије. Многи од ових ходочасника скоро су пробдели ноћ под ведрим небом, јер ова мала варош није била у стању да толики свет стави под кров.” Малолетни краљ Петар и његова мајка краљица Марија Видовдан су провели на црногорском приморју и присуствовали литургији на Светом Стефану. Народ тога краја, а посебно чланови соколских удружења, према извештају Политике, поводом овог празника припремио је прави спектакл: „Поводом 550 година Косовске битке и у част боравка Његовог величанства краља на јужном приморју, народ и општине из ових крајева приредили су грандиозну илуминарну ноћ, на простору од преко 70 километара, какву људи из ових краја никада раније нису видели. Велики огњени појас протезао се од врхова Боке которске, преко огранака Будванског масива, а завршавао се тамо негде у брдима изнад Петровца…” Ствари су се промениле после Другог светског рата, када су, у складу са новом идеологијом, у први план дошли неки други празници. Обележавање Видовдана није било забрањено, али ни много препоручљиво, па се углавном сводило на црквене и понеку научну и културну свечаност.
- 1941, усташки покољ Срба у Бугојну, само један од бројних ратних злочина почињених над православним Србима у 20. веку на Видовдан и друге велике православне верске празнике православног српског народа,
- 1948, на иницијативу Совјетских делегата Андреја Жданова, Маљенкова и Суслова донета Резолуција Информбироа што је означило разлаз између Југославије и источног блока,
- 1950, пуштен је у саобраћај пут Београд-Загреб, дуг 400 километара, назван “Аутопут Братство-Јединство”, у чијој су изградњи учествовале омладинске радне бригаде из свих крајева Југославије,
- 1989, на Газиместану, Косову и Метохији и свету уопште одржан до тада и до данас највећи и најграндиознији скуп поводом обележавања овог празника који се поклопио са политичким успоном и уставним променама у СФРЈ које је покренуо југословенски и српски политичар Слободан Милошевић. Присуствовало му је, према званичној процени, око 1,5 милиона људи из свих делова тадашње Југославије, сви чланови председништва СФРЈ, личности из јавног и културног живота, као и многи амбасадори. Али, нису биле присутне делегације из појединих југословенских република (пре свих Словеније и Хрватске), као ни Ворен Цимерман, тадашњи амбасадор САД у Београду. Скуп, за који је била потребна изузетно сложена организација, протекао је без инцидената, а на његовом крају Слободан Милошевић је одржао чувени говор у којем је, поред осталог, рекао: „Шест векова касније, данас смо опет у биткама и пред биткама. Оне нису оружане, мада и такве још нису искључене. Али, без обзира на то какве да су, битке се не могу добити без одлучности и храбрости. Без тих добрих особина, које су онда давно биле присутне на Косову. Наша главна битка данас се односи на остварење економског, политичког и културног просперитета.” Била је то последња велика прослава овог празника на Косову и Метохији до данас.
- 1990, усвојени амандмани на Устав Хрватске, којим Срби више нису били конститутивни народ у Хрватској, аутопут Братство-Јединство прозван аутопутем братства и убиства када су почели ратни сукоби у СФРЈ,
- 1991, случај убиства тројице војника Југословенске народне армије, познатији као случај Холмец,
- 1992, пробијен коридор код Брчког, спојена два дела Републике Српске, Видовдански сабор,
- 1995, ВРС наставила борбе око Сарајева и спречила деблокаду од стране АРБиХ и ХВО Деблокаде Сарајева,
- 1999, обележавање Видовдана и 610 година од одржавања Косовске битке протекли су у знаку егзодуса српског народа са Косова и Метохије,
- 2001, Слободан Милошевић изручен трибуналу у Хагу, Видовдан поново установљен као државни празник, који се до данас обележава свечано, али радно,
- 2006, Црна Гора примљена у Уједињене нације као 192 земља чланица, Врховни суд Србије потврдио донету пресуду криминалцу Милораду Улемеку Легији којом је осуђен на 40 година затвора због почињених кривичних дела.

## Лазар Томановић о Видовдану
Лазар Томановић је на католички празник Светог Вида ишао на мису у (католичку) цркву Светог Вида, код Горње Ластве, на врху брда Светог Вида. Констатовао је да је то један од најпознатијих дана код Срба, и да уочи Видовдана почињу палити огњеве како католици, тако и православни. У том крају (Бока) и православни и католици доста су давали лична имена Видо. Он сматра да је у време Косовске битке и православна црква славила Светог Вида више него пророка Амоса, и зато се онај несрећни славни дан зове именом првога, а не другога. Ипак, у време док је Томановић писао овај текст, православна црква га не слави, бар не 15. јуна. Православни Срби немају цркве Светом Виду, осим изнад Мокрина, једна врло стара на некаквим развалинама (чије је рушевине посетио 1888. године). То, по њему, сведочи да је и православна црква некада славила Св. Вида, бар међу Србима. Питао се, када га народ слави, зашто га и данас (тада) православна црква не слави? Слављење овог свеца је боље очувано мећу Србима католицима Конавала и Боке, а да га и православни нису славили Видовдан би по њему, данас звали Амосовдан. Констатовао је да Видовдан није налазио у старим српским месецословима-календарима.

## Српски црквени календари и Видовдан
Црквени календар Ђурђа Црнојевића за 1494. годину, од српских светаца и празника, слави као црвено слово Стефана Немању, као Симеона србског новог мироточца, Светог Саву, Арсенија Сремца и Стефана Дечанског, али не и Видовдан. На тај дан се славио Свети пророк Амос и Свети Исаија пророк. Црногорски годишњак Орлић од 1865. до 1868. године под 15. јуном има: Србски цар Лазар, а од 1869. након Ср. цар Лазар, у загради пише (Видов-дан). Исто је и 1870. године. За католике, Орлић, 1865. на дан 15. јуна по грегоријанском календару спомиње Тијело Господиново (јер је то покретни празник и слави се четвртком, након празника Светога Тројства), а од 1866. - 1870. споменут је Вид и још два мученика. Срби католици Дубровчани су у свом календару Дубровник за 1897. под 15. јуном, за католике имали Вид мученик, а за православне под 15. јуном - по јулијанском календару: Цар Лазар (Видов дан).